# Maria Elisabetta di Sassonia-Meiningen
Maria Elisabetta di Sassonia-Meiningen (Potsdam, 23 settembre 1853 – Obersendling, 22 febbraio 1923) nata principessa di Sassonia-Meiningen, fu una musicista e compositrice tedesca.

## Famiglia d'origine
Suo padre era il duca Giorgio II di Sassonia-Meiningen, figlio del duca Bernardo II di Sassonia-Meiningen e della principessa Maria Federica d'Assia-Kassel; sua madre era la principessa Carlotta di Prussia, figlia del principe Alberto di Prussia e della principessa Marianna di Orange-Nassau.

## Biografia
La principessa Maria Elisabetta era ancora molto piccola quando sua madre morì. Fu cresciuta dalla seconda moglie del padre: Feodora di Hohenlohe-Langenburg.
Maria Elisabetta ricevette un'educazione accurata e beneficiò del talento musicale di Theodor Kirchner. Fu una pianista molto dotata e compose delle marce e altri numerosi pezzi musicali, fra i quali la Fackeltanz, in occasione del matrimonio del fratello maggiore Bernardo, una romanza per clarinetto, piano e orchestra (1892) e una fantasia per orchestra: Aus der großen eisernen Zeit.
Il Duca di Sassonia-Meiningen, suo padre, era ammiratore e mecenate di Brahms, il quale influenzò la romanza in fa maggiore composta da Maria Elisabetta, mentre la sonata per clarinetto, opus 120 fu ispirata da Richard Mühlfeld.

Oltre a Brahms e Mühlfeld la Principessa era in stretto contatto con altri musicisti famosi, come Richard Strauss, Franz Mannstädt, Hans von Bülow, Friz Steinbach e Bernhard Müller.

Ella riuniva regolarmente degli artisti presso la sua Villa Felicitas a Berchtesgaden e sostenne finanziariamente delle giovani cantanti.
È sepolta nel cimitero del parco di Meiningen.

## Antenati
|                                        |                                   |                                        | Genitori                                  |  |  | Nonni |  |  | Bisnonni                        |  |  | Trisnonni                            |  |
|                                        |                                   |                                        |                                           |  |  |       |  |  | Giorgio I di Sassonia-Meiningen |  |  | Antonio Ulrico di Sassonia-Meiningen |  |
|                                        |                                   |                                        |                                           |  |  |       |  |  | Giorgio I di Sassonia-Meiningen |  |  | Antonio Ulrico di Sassonia-Meiningen |  |
|                                        |                                   | Carlotta Amalia d'Assia-Philippsthal   |                                           |  |  |       |  |  | Giorgio I di Sassonia-Meiningen |  |  |                                      |  |
| Bernardo II di Sassonia-Meiningen      |                                   |                                        |                                           |  |  |       |  |  | Giorgio I di Sassonia-Meiningen |  |  |                                      |  |
|                                        |                                   | Luisa Eleonora di Hohenlohe-Langenburg | Cristiano Alberto di Hohenlohe-Langenburg |  |  |       |  |  |                                 |  |  |                                      |  |
|                                        |                                   | Luisa Eleonora di Hohenlohe-Langenburg | Cristiano Alberto di Hohenlohe-Langenburg |  |  |       |  |  |                                 |  |  |                                      |  |
|                                        |                                   | Luisa Eleonora di Hohenlohe-Langenburg | Carolina di Stolberg-Gedern               |  |  |       |  |  |                                 |  |  |                                      |  |
| Giorgio II di Sassonia-Meiningen       |                                   | Luisa Eleonora di Hohenlohe-Langenburg |                                           |  |  |       |  |  |                                 |  |  |                                      |  |
|                                        |                                   | Guglielmo II d'Assia                   | Guglielmo I d'Assia                       |  |  |       |  |  |                                 |  |  |                                      |  |
|                                        |                                   | Guglielmo II d'Assia                   | Guglielmo I d'Assia                       |  |  |       |  |  |                                 |  |  |                                      |  |
|                                        |                                   | Guglielmo II d'Assia                   | Guglielmina Carolina di Danimarca         |  |  |       |  |  |                                 |  |  |                                      |  |
| Maria Federica d'Assia-Kassel          |                                   | Guglielmo II d'Assia                   |                                           |  |  |       |  |  |                                 |  |  |                                      |  |
|                                        |                                   | Augusta di Prussia                     | Federico Guglielmo II di Prussia          |  |  |       |  |  |                                 |  |  |                                      |  |
|                                        |                                   | Augusta di Prussia                     | Federico Guglielmo II di Prussia          |  |  |       |  |  |                                 |  |  |                                      |  |
|                                        |                                   | Augusta di Prussia                     | Federica Luisa d'Assia-Darmstadt          |  |  |       |  |  |                                 |  |  |                                      |  |
| Maria Elisabetta di Sassonia-Meiningen |                                   | Augusta di Prussia                     |                                           |  |  |       |  |  |                                 |  |  |                                      |  |
|                                        | Federico Guglielmo III di Prussia | Federico Guglielmo II di Prussia       |                                           |  |  |       |  |  |                                 |  |  |                                      |  |
|                                        | Federico Guglielmo III di Prussia | Federico Guglielmo II di Prussia       |                                           |  |  |       |  |  |                                 |  |  |                                      |  |
|                                        | Federico Guglielmo III di Prussia | Federica Luisa d'Assia-Darmstadt       |                                           |  |  |       |  |  |                                 |  |  |                                      |  |
| Alberto di Prussia                     | Federico Guglielmo III di Prussia |                                        |                                           |  |  |       |  |  |                                 |  |  |                                      |  |
|                                        |                                   | Luisa di Meclemburgo-Strelitz          | Carlo II di Meclemburgo-Strelitz          |  |  |       |  |  |                                 |  |  |                                      |  |
|                                        |                                   | Luisa di Meclemburgo-Strelitz          | Carlo II di Meclemburgo-Strelitz          |  |  |       |  |  |                                 |  |  |                                      |  |
|                                        |                                   | Luisa di Meclemburgo-Strelitz          | Federica Carolina Luisa d'Assia-Darmstadt |  |  |       |  |  |                                 |  |  |                                      |  |
| Carlotta di Prussia                    |                                   | Luisa di Meclemburgo-Strelitz          |                                           |  |  |       |  |  |                                 |  |  |                                      |  |
|                                        |                                   | Guglielmo I dei Paesi Bassi            | Guglielmo V di Orange-Nassau              |  |  |       |  |  |                                 |  |  |                                      |  |
|                                        |                                   | Guglielmo I dei Paesi Bassi            | Guglielmo V di Orange-Nassau              |  |  |       |  |  |                                 |  |  |                                      |  |
|                                        |                                   | Guglielmo I dei Paesi Bassi            | Guglielmina di Prussia (1751-1820)        |  |  |       |  |  |                                 |  |  |                                      |  |
| Marianna di Orange-Nassau              |                                   | Guglielmo I dei Paesi Bassi            |                                           |  |  |       |  |  |                                 |  |  |                                      |  |
|                                        |                                   | Guglielmina di Prussia (1774-1837)     | Federico Guglielmo II di Prussia          |  |  |       |  |  |                                 |  |  |                                      |  |
|                                        |                                   | Guglielmina di Prussia (1774-1837)     | Federico Guglielmo II di Prussia          |  |  |       |  |  |                                 |  |  |                                      |  |
|                                        |                                   | Guglielmina di Prussia (1774-1837)     | Federica Luisa d'Assia-Darmstadt          |  |  |       |  |  |                                 |  |  |                                      |  |
|                                        |                                   | Guglielmina di Prussia (1774-1837)     |                                           |  |  |       |  |  |                                 |  |  |                                      |  |